# Gaby (film)
Pour les articles homonymes, voir Gaby.
Pour plus de détails, voir Fiche technique et Distribution.
Gaby (Gaby: A True Story) est un film américano-mexicain réalisé par Luis Mandoki, sorti en 1987.

## Synopsis
La vie de Gabriela Brimmer, une jeune fille physiquement handicapée, qui atteint enfin ses objectifs d'étude et finit par triompher.

## Fiche technique
- Titre : Gaby
- Titre original : Gaby: A True Story
- Réalisation : Luis Mandoki
- Scénario : Luis Mandoki, Michael Love et Martín Salinas
- Production : Luis Mandoki et Pinchas Perry
- Musique : Maurice Jarre
- Photographie : Lajos Koltai
- Montage : Garth Craven
- Pays d'origine : États-Unis - Mexique
- Format : Couleurs - Stéréo
- Genre : Drame
- Durée : 110 minutes
- Date de sortie : 1987

## Distribution
- Liv Ullmann : Sari
- Norma Aleandro : Florencia
- Robert Loggia : Michel
- Rachel Chagall : Gaby
- Lawrence Monoson : Fernando
- Robert Beltran : Luis
- Beatriz Sheridan : Mère de Fernando
- Tony Goldwyn : David